# Sophronica elongatissima
Sophronica elongatissima là một loài bọ cánh cứng trong họ Cerambycidae.